# Tetewen
Tetewen (bułg. Тетевен) – miasto w Bułgarii; 10 tys. mieszkańców (2006).